# Parigi-Camembert 2018
La Parigi-Camembert 2018, settantanovesima edizione della corsa, valevole come evento dell'UCI Europe Tour 2018 e come sesta prova della Coppa di Francia categoria 1.1, si svolse il 10 aprile 2018 su un percorso di 196,5 km, con partenza da Saint-Germain-Village e arrivo a Livarot, in Francia. La vittoria fu appannaggio del francese Lilian Calmejane, il quale completò il percorso in 4h53'17", alla media di 40,20 km/h, precedendo il connazionale Valentin Madouas e l'italiano Andrea Vendrame.
Sul traguardo di Livarot 79 ciclisti, su 125 partiti da Saint-Germain-Village, portarono a termine la competizione.

## Squadre e corridori partecipanti
| N.    | Cod. | Squadra                       |
| ----- | ---- | ----------------------------- |
| 1-7   | COF  | Cofidis, Solutions Crédits    |
| 11-17 | UHC  | UnitedHealthcare              |
| 21-26 | VCC  | Vital Concept Cycling Club    |
| 31-37 | EUS  | Euskadi Basque Country-Murias |
| 41-47 | TJI  | Joker Icopal                  |
| 51-57 | ANS  | Androni Giocattoli-Sidermec   |
| 61-66 | GFC  | Groupama-FDJ                  |
| 71-77 | SVB  | Sport Vlaanderen-Baloise      |
| 81-87 | ALM  | AG2R La Mondiale              |
| 91-97 | CCD  | Team Differdange Losch        |

| N.      | Cod. | Squadra                      |
| ------- | ---- | ---------------------------- |
| 101-106 | FST  | Team Fortuneo-Samsic         |
| 111-117 | GAZ  | Gazprom-RusVelo              |
| 121-127 | DMP  | Delko Marseille Provence KTM |
| 131-137 | HCA  | Holowesko/Citadel            |
| 141-147 | RLM  | Roubaix Lille Métropole      |
| 151-157 | WGG  | Wanty-Groupe Gobert          |
| 161-167 | AUB  | St Michel-Auber 93           |
| 171-177 | TDE  | Direct Énergie               |
| 181-187 | VOL  | Team Vorarlberg Santic       |

## Ordine d'arrivo (Top 10)
| Pos. | Corridore          | Squadra       | Tempo    |
| ---- | ------------------ | ------------- | -------- |
| 1    | Lilian Calmejane   | Direct        | 4h53'17" |
| 2    | Valentin Madouas   | Groupama      | a 21"    |
| 3    | Andrea Vendrame    | Androni       | s.t.     |
| 4    | Manuel Belletti    | Androni       | a 38"    |
| 5    | Damien Touzé       | Auber 93      | s.t.     |
| 6    | Davide Cimolai     | Groupama      | s.t.     |
| 7    | Matthieu Ladagnous | Groupama      | s.t.     |
| 8    | Lorrenzo Manzin    | Vital Concept | s.t.     |
| 9    | Hugo Hofstetter    | Cofidis       | s.t.     |
| 10   | Laurent Pichon     | Fortuneo      | s.t.     |